# 冯氏泰莱蛛
冯氏泰莱蛛（学名：Telema wunderlichi）为泰莱蛛科泰莱蛛属的动物。在中国大陆，分布于湖南等地，主要栖息于洞穴。该物种的模式产地在中国。